# Erebus Glacier
Erebus Glacier är en glaciär i Antarktis. Den ligger i Östantarktis. Nya Zeeland gör anspråk på området. Erebus Glacier ligger 147 meter över havet.
Terrängen runt Erebus Glacier är varierad. Havet är nära Erebus Glacier åt sydväst. Trakten är glest befolkad. Närmaste befolkade plats är McMurdo Station, 19,6 kilometer söder om Erebus Glacier. 